# Лана Юрчевич
Лана Юрчевич (хорв. Lana Jurčević; нар. 7 листопада 1984, Загреб, СФРЮ) — хорватська співачка.

## Дискографія
- Lana (2003)
- 1 Razlog (2006)
- Volim biti zaljubljena (2008)
- Pobjede i porazi (2012).